# Adonyi Borbála
Adonyi Borbála, Bori néni (Kecskemét, 1915. január 10. – ?) magyar gyermekíró.

## Életútja
Tanulmányait Budapesten kezdte, Kolozsvárt szerzett tanári képesítést. Volt munkásnő, óvónő. 1946-tól a nagyváradi Fáklya munkatársa; a Gyermek Fáklya, majd 1949 áprilisától a Pionír Fáklya című vasárnapi melléklet szerkesztője. 1952-től magyar szakos tanárnő, 1970-ben nyugalomba vonult. Nagyváradon jelent meg évjelzés nélkül több leporellója (Bambó-Jumbi-Bubi, Szorgos méhecskék, Lepkeországban, Háziállatok, Vadállatok) és egy könyvecskéje (Gyermekörömök). 55 éves korában ment nyugdíjba, nyugdíjas éveiben kivándorolt Izraelbe.